# 特雷沃 (加尔省)
特雷沃（法語：Trèves，法語發音：[tʁɛv]）是法国加尔省的一个市镇，属于勒维冈区。

## 地理
特雷沃（44°4'40"N, 3°23'19"E）面积26.59 平方千米，位于法国奧克西塔尼大區加尔省，该省份为法国南部沿海省份，南端濒地中海，北起顺时针与阿尔代什省、沃克吕兹省、罗讷河口省、埃罗省、阿韦龙省和洛泽尔省接壤。
与特雷沃接壤的市镇（或旧市镇、城区）包括：楠村、圣让迪布吕埃勒、科斯贝贡、杜尔比、拉尼埃若勒。

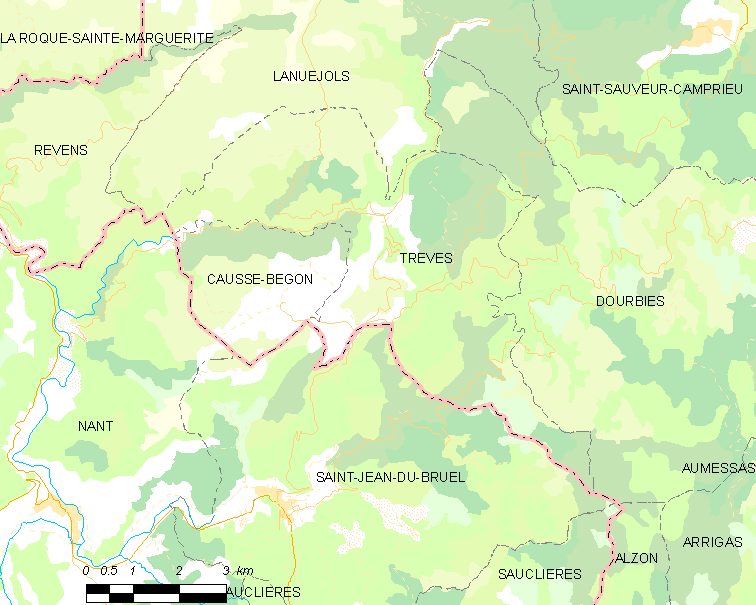
的OSM定位图

特雷沃的时区为UTC+01:00、UTC+02:00（夏令时）。

## 行政
特雷沃的邮政编码为30750，INSEE市镇编码为30332。

## 政治
特雷沃所属的省级选区为勒维冈县。

## 人口

1962-2008年间人口变化图示

特雷沃于2022年1月1日时的人口数量为108人。